# Forum Vinarium
Le forum Vinarium est un des forums romains de Rome, une place réservée aux activités économiques et commerciales.

## Localisation
Le forum est situé dans la zone proche du Monte Testaccio, entre la colline de l'Aventin et le Tibre. Son activité est étroitement liée à celle de l'Emporium et à celle du Portus Vinarius tout proche, port fluvial de Rome où sont déchargées les importations de vins. Selon une hypothèse récente, il pourrait y avoir deux ports de ce type à Rome, celui près de l'Aventin recevant les importations qui ont transité par Ostie et un autre au nord du Champ de Mars pour les importations en provenance de la péninsule italienne et qui ont été transportées par voie fluviale.

## Fonction
Le forum Vinarium est un marché destiné à la vente du vin dont les importations depuis l'Étrurie et la Campanie sont supervisées et consignées dans un registre par un rationalis vinorum. Il est possible que ce dernier soit aussi chargé de collecter les taxes sur la vente de vin importé. Le forum semble également associé à l'activité de préteurs et de banquiers (argentarii), les noms de quatre d'entre eux ont été découverts sur des inscriptions mises au jour sur la via Labicana,.

Images
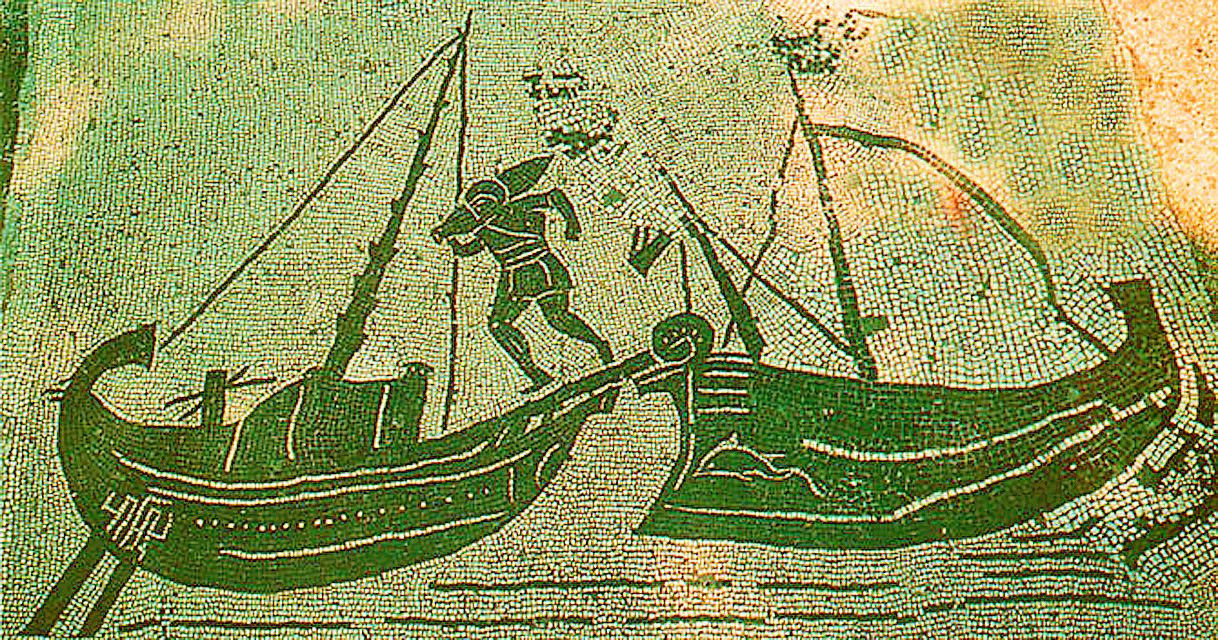
Transport d'amphore, mosaïque d'Ostie, n.d.
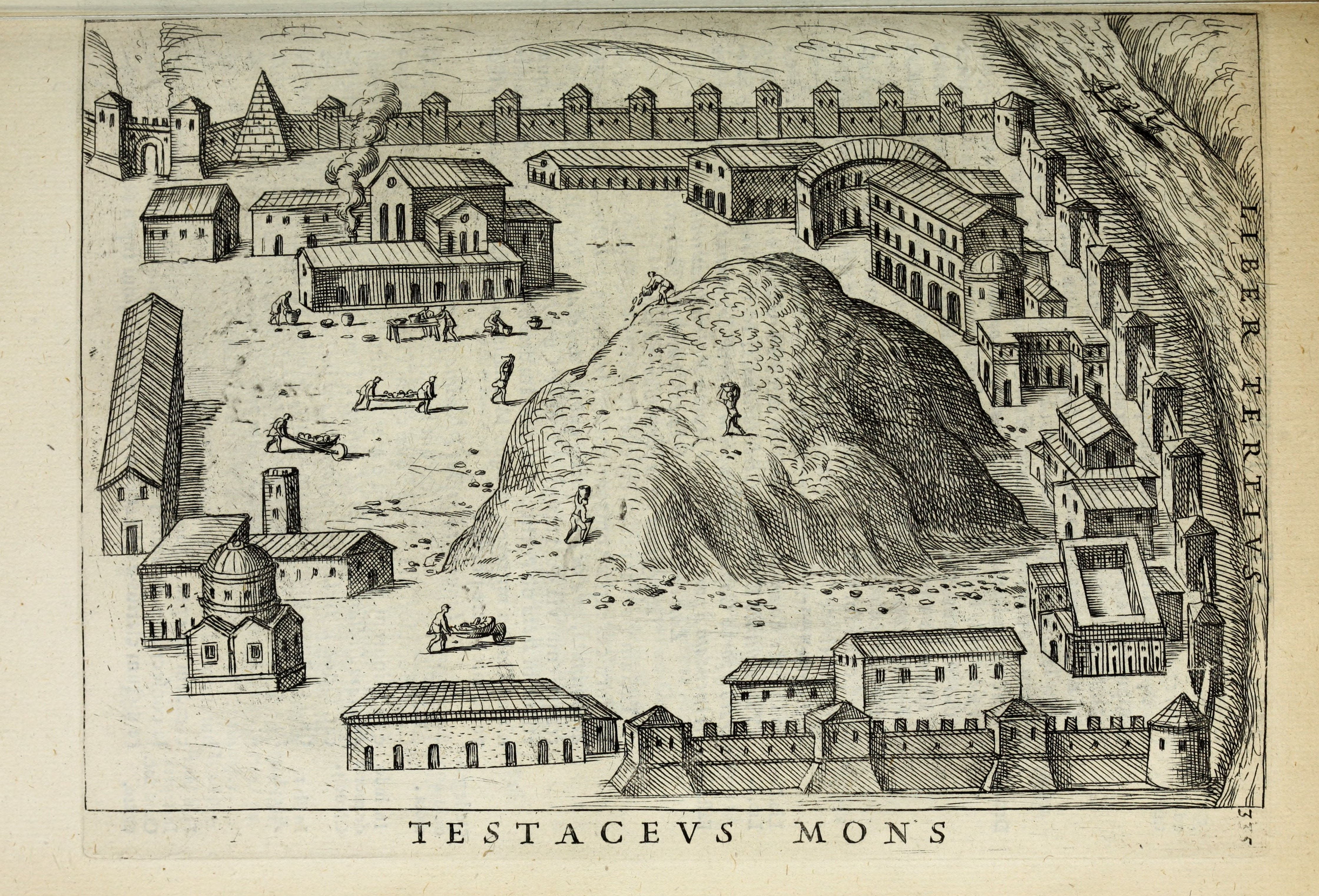
Le Monte Testaccio, colline formée par l'amas des restes d'amphores, gravure d'Alessandro Donati (1584-1640)